# Capital de la gloria
Capital de la gloria es un libro de relatos escrito por Juan Eduardo Zúñiga sobre la situación de Madrid durante la guerra civil española, continuación de lo que se considera una trilogía con Largo noviembre de Madrid y La tierra será un paraíso. La primera edición es de 2003, año en el que fue galardonado con el Premio de la Crítica de narrativa castellana. Reúne en diez relatos una visión personal del autor sobre la capital de España durante el conflicto, que muestran la desesperación de la población civil que trata de huir de la ciudad en los momentos finales de la guerra ante la llegada de las tropas rebeldes.